# NeriPoppins
NeriPoppins è stata una trasmissione televisiva di intrattenimento andata in onda in seconda serata (alle 22.50) su Rai 3 a partire da lunedì 18 marzo 2013 e per una durata di sei settimane. Il titolo è un gioco di parole tra il nome del conduttore e principale comico Neri Marcorè e il personaggio immaginario Mary Poppins, capace di trasformare il reale in fantasia.

## Il programma
L'attore Neri Marcorè nel corso del programma reinterpreta la realtà mediante la lente deformante della comicità surreale, alternando cortometraggi che raccontano il quotidiano in maniera inverosimile e sketch realizzati davanti a una scenografia rarefatta, in cui vengono messe in scena situazioni paradossali e vengono cantate canzoni.
Partecipano al programma anche Antonio Rezza, Paola Minaccioni e Giovanni Esposito.
Vengono presentati in sequenza disordinata personaggi parodistici come l'impresario di pompe funebri cialtrone, l'esorcista truffatore, il mafioso, il cantante neoconfidenziale e lo spietato allenatore argentino.
Il programma è molto discontinuo e alterna momenti di satira sociale approfondita a momenti di goliardia come nelle parodie dei programmi televisivi.

## Realizzazione
Neripoppins è un programma di Neri Marcorè, scritto insieme a Giorgio Gallione, Marco Presta, David Riondino, Alessandro Rossi, Paolo Cananzi, Sergio Conforti, Luca Bastianelli, Rosaria Parretti, Marco Lupo Angioni, Giancarlo Fontana e Giuseppe G. Stasi.
È realizzato da Rai Tre e ITV Movie S.r.l. La regia è di Cristiano D'Alisera.